# Lamahalé
Lamahalé (auch: Bandra Lamahalé) ist ein Ort auf der Insel Anjouan im Inselstaat Komoren im Indischen Ozean. 1991 wurden 1531 Bewohner gezählt.

## Geographie
Lamahalé liegt in der Nähe von Harembo an der Nordostküste der Insel.
In der Nähe mündet der Fiumara Bouédou ins Meer.